# Maxime Bahdanovitch
Maxime Adamavitch Bahdanovitch (en biélorusse : Максім Адамавіч Багдановіч ; en russe : Макси́м Ада́мович Богдано́вич, Maxime Adamovitch Bogdanovitch), né le 27 novembre 1891 (9 décembre dans le calendrier grégorien) à Minsk (gouvernement de Minsk) et mort le 25 mai 1917 à Yalta (gouvernement de Tauride),  est un poète symboliste, journaliste traducteur et critique littéraire biélorusse, sujet de l'Empire russe.

## Biographie
Maxime Adamavitch Bahdanovitch — de son nom russe Maxime Adamovitch Bogdanovitch — naît à Minsk dans la famille d'un scientifique. En 1892, la famille déménage dans la ville de Hrodna, où sa mère meurt de tuberculose peu de temps après.
En 1896, son père Adam Bahdanovitch déménage à Nijni Novgorod. C'est à cette époque que Maxime écrit ses premiers poèmes en biélorusse. En 1902, Bahdanovitch entre à l'université. Pendant la révolution russe de 1905, il participe activement aux mouvements de grève.
En 1907, sa nouvelle Mouzyka paraît dans le périodique Nacha Niva. Il s'agit de la première œuvre publiée de Bahdanovitch.

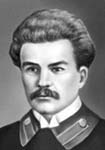
Portrait de Bahdanovitch.

En 1908, la famille Bahdanovich déménage de nouveau, cette fois à Iaroslavl. Malgré un épisode de maladie en 1909, il achève ses études universitaires en 1911 et retrouve ses terres natales. Il fait la connaissance de Vatslaw Lastowski, des frères Anton et Ivan Loutskievitch (ru), et d'autres acteurs de la renaissance nationale biélorusse. Au cours de la même année, il commence des études de droit. Parallèlement, il participe à la rédaction du journal Golos. Sa notoriété croît au cours de cette période. 
Avec la fin de ses études de droit en 1916, Maxime Bahdanovitch s'installe à Minsk. Il y consacre tout son temps libre à la création littéraire, bien qu'il soit affaibli par sa santé fragile. C'est en effectuant un séjour de cure en Crimée qu'il est finalement emporté par la maladie à Yalta, le 25 mai 1917.

## Hommages

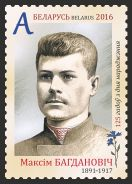
Sur un timbre biélorusse.

Aujourd'hui, on trouve des musées consacrés à Maxime Bahdanovitch à Minsk, Hrodna et Iaroslavl. Chaque grande ville biélorusse possède une rue à son nom, tout comme les villes de Nijni Novgorod, Iaroslavl et Yalta. Son nom est également donné à des écoles et bibliothèques biélorusses. Deux opéras lui ont également été dédiés. Dès 1991, le nom de Maxime Bahdanovitch fait partie du calendrier de l'Unesco.